# Rally Dakar 2000

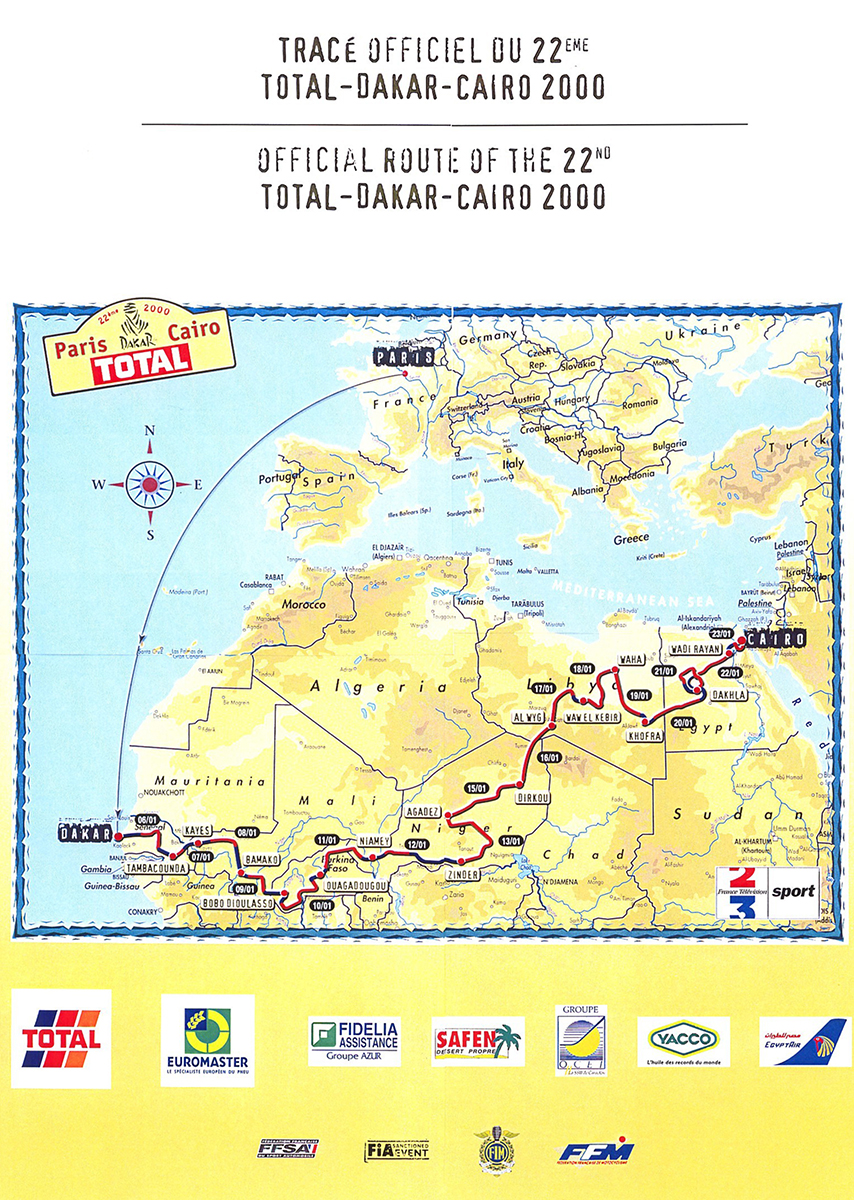
Official route map 22nd Paris-Dakar-Cairo 2000

Il Rally Dakar 2000 è stata la 22ª edizione del Rally Dakar con pre partenza da Parigi) e partenza ufficiale da Dakar arrivo al Cairo).

## Tappe
Per il rally raid, Il percorso della gara, era stato previsto con 17 tappe ed una distanza totale di circa 11.000 km, 3.020 km di trasferimenti e 7.714 km di prove speciali, ma 5 tappe a partire da Niamey in Niger furono annullate per minacce di un attacco terroristico alla corsa da parte di ribelli legati ad Al Qaeda.
Fu organizzato così un ponte aereo di circa 1.980 km, trasportando veicoli e concorrenti su di aerei da carico Antonov, da Niamey in Niger a Sabha in Libia dove la corsa riprese dopo 5 giorni, con 13 delle 17  prove speciali programmate, per un totale di 5.012 km. mentre la distanza totale della gara dopo l'annullamento delle 5 tappe rimase di 7.863 km.

## Classifiche

### Moto
Hanno finito la gara 107 delle 200 moto iscritte.
| Pos. | Pilota          | Mezzo |
| ---- | --------------- | ----- |
| 1    | Richard Sainct  | BMW   |
| 2    | Oscar Gallardo  | BMW   |
| 3    | Jimmy Lewis     | BMW   |
| 4    | Jean Brucy      | BMW   |
| 5    | Jürgen Mayer    | KTM   |
| 6    | Éric Bernard    | KTM   |
| 7    | François Flick  | KTM   |
| 8    | Henk Knuiman    | KTM   |
| 9    | Bernardo Vilar  | KTM   |
| 10   | Yoshio Ikemachi | Honda |

### Auto
Hanno finito la gara 95 delle 135 auto iscritte.
| Pos. | Pilota               | Navigatore         | Mezzo                  |
| ---- | -------------------- | ------------------ | ---------------------- |
| 1    | Jean-Louis Schlesser | Henri Magne        | Schelesser Renault Elf |
| 2    | Stéphane Peterhansel | Jean-Paul Cottret  | Mega                   |
| 3    | Jean-Pierre Fontenay | Gilles Picard      | Mitsubishi             |
| 4    | Josep Maria Servia   | Jean-Marie Lurquin | Schelesser Renault Elf |
| 5    | Jutta Kleinschmidt   | Tina Thörner       | Mitsubishi             |
| 6    | Hiroshi Masuoka      | Andreas Schulz     | Mitsubishi             |
| 7    | Bruno Saby           | Yves Truelle       | Ford Ranger            |
| 8    | Thierry de Lavergne  | Jacky Dubois       | Nissan                 |
| 9    | Henri Pescarolo      | Alain Guehennec    | Nissan                 |
| 10   | Ramón Vila Altimir   | Rosendo Tourinan   | Nissan                 |

### Camion
| Pos. | Equipaggio                                    | Mezzo    |
| ---- | --------------------------------------------- | -------- |
| 1    | Vladimir Čagin / Yakoubov / Savostine         | Kamaz    |
| 2    | Karel Loprais / Stachura / Gilar              | Tatra    |
| 3    | Firdaus Kabirov / Beliaev / Goloub            | Kamaz    |
| 4    | André de Azevedo / Tomecek / Vodak            | Tatra    |
| 5    | Yoshimasa Sugawara / Suzuki / Sugawara        | Hino     |
| 6    | Bedrich Sklenovsky / Koreny / Kalina          | Tatra    |
| 7    | Klaus Bauerle / Schurhagl                     | Mercedes |
| 8    | Jean-Paul Bosonnet / Serge Lacourt / Bonnaire | Mercedes |
| 9    | Raphael Gimbre / Marcheix / Bui               | Mercedes |
| 10   | Peter Reif / Deinhofer / Roth                 | MAN      |